# Островский, Иосиф Владимирович
Иосиф Владимирович Островский (6 апреля 1934, Днепропетровск — 29 ноября 2020, Анкара) — советский, украинский математик, специалист в области теории функций и теории вероятности, доктор физико-математических наук (1965), член-корреспондент НАН Украины (1978).

## Биография
Родился 6 апреля 1934 года в Днепропетровске.
Окончил физико-математический факультет Харьковского государственного университета (1956) и аспирантуру, где его руководителем быв Борис Яковлевич Левин.
В 1959 году защитил кандидатскую диссертацию Связь между ростом мероморфной функци и распределением её значений по аргументам.
В 1965 году защитил докторскую диссертацию:
- Асимптотические свойства целых и мероморфных функций и некоторые их применения : диссертация … доктора физико-математических наук : 01.00.00. — Харьков, 1965. — 277 с.

С 1958 по 1985 год работал в Харьковском университете,
с 1969 года заведующий кафедрой теории функций.
С 1986 по 2001 год руководил отделом теории функций в Физико-техническом институте низких температур имени Б. И. Веркина НАН Украины.
С 1993 до 2010 года профессор университета Билькент (Анкара, Турция).
В 1978 году избран членом-корреспондентом АН УССР (сейчас НАН Украини).

## Награды
В 1992 году получил Государственную премию Украины за работы в области теории функций (совместно с Б. Я. Левиным и А. А. Гольдбергом).

## Научная деятельность
Основные научные результаты относятся к теории целых и мероморфных функций и их применению в теории вероятности,
спектральной теории дифференциальных операторов и гармоническом анализе.

### Сочинения
- Разложения случайных величин и векторов / Ю. В. Линник, И. В. Островский. — Москва : Наука, 1972. — 479 с.; — (Теория вероятностей и математическая статистика).
- Распределение значений мероморфных функций / А. А. Гольдберг, И. В. Островский. — Москва : Наука, 1970. — 592 с.